# مبرهنة هاين-بوريل
تنسب هاته المبرهنة إلى كل من إيدوارد هاين وإيمل بورل. وهي نظرية في الطوبولوجيا والفضاء المتري